# ATmission
ATmission — это ранний дистрибутив Linux из Нидерландов, основанный на Fedora. Дистрибутив поставлялся на Live CD.
ATmission позволяет вам экспериментировать с операционной системой Linux и другим программным обеспечением с открытым исходным кодом без установки на ваш ПК.
В дистрибутиве использовался оконный менеджер IceWM и среда рабочего стола KDE. Дистрибутив поддерживал 32-битную архитектуру компьютеров i386.
Первая версия ATmission "1.0" была выпущена 23 августа 2003 г. Последняя версия ATmission "2.0-01" была выпущена 26 сентября 2005 г.

## Внешние ссылки
- Домашняя страница
- ATmission на DistroWatch